# Le Tombeau de Couperin

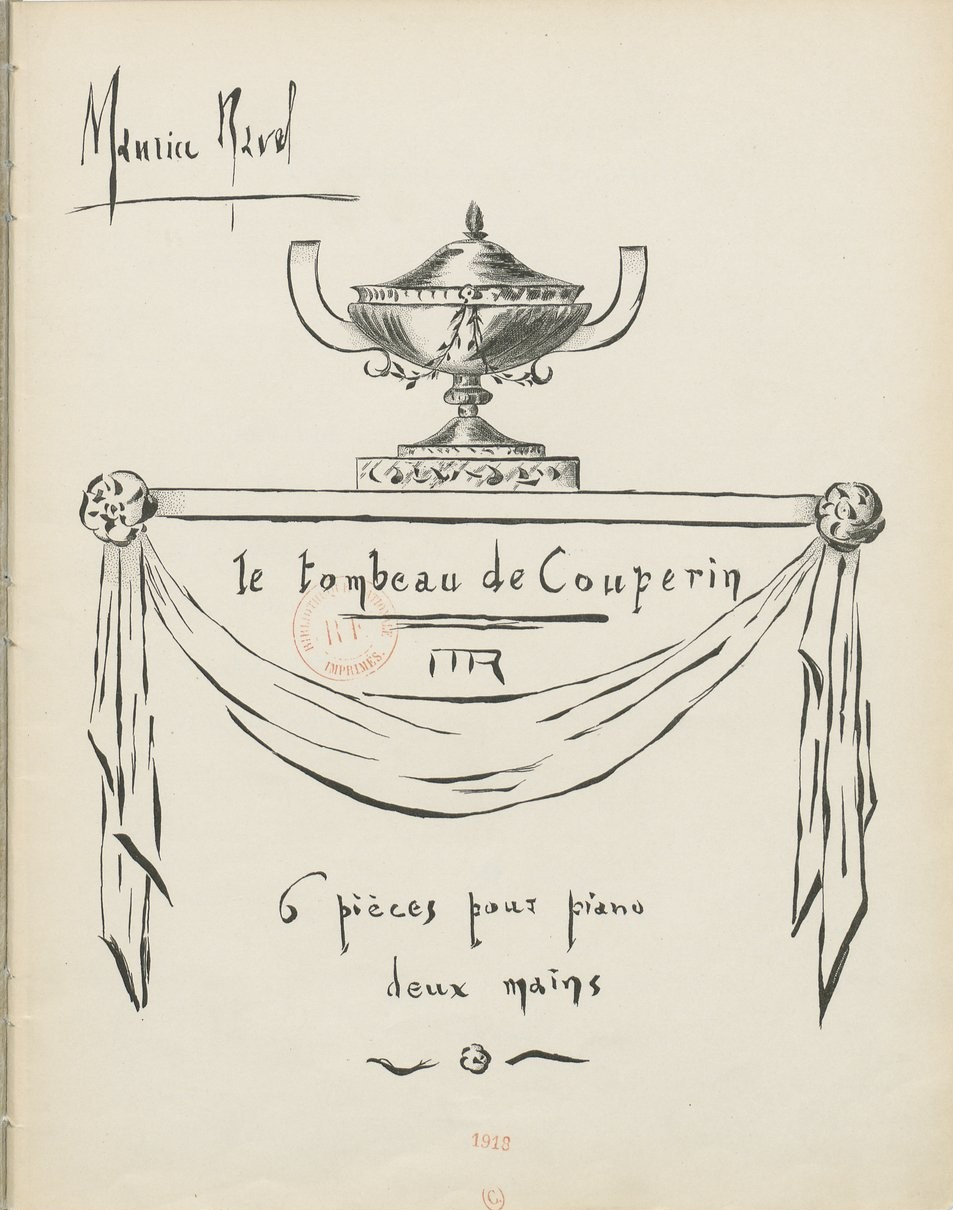
Portada de la primera edición para piano de 1918 realizada por el propio Ravel.

Le Tombeau de Couperin (La Tumba de Couperin) es una suite en seis partes para piano, compuesta por Maurice Ravel entre 1914 y 1917. Cuatro de ellas luego fueron orquestadas en 1919 por el mismo compositor.
La palabra Tombeau (tumba) del título hace referencia a un homenaje musical utilizado en el siglo XVIII. El compositor rendía de esta forma homenaje a François Couperin y a toda la música barroca francesa de ese siglo. En gestación desde 1914, la obra fue casi por completo compuesta en 1917 cuando Ravel, enfermo, había sido apartado del frente, durante su participación en la Primera Guerra Mundial. Cada una de las piezas está dedicada a un amigo del músico, muerto en la guerra. El carácter apacible de la obra contrasta con el período tormentoso de su composición.
El estreno de la versión para piano corrió a cargo de Marguerite Long el 11 de abril de 1919. El estreno de la versión orquestal data del 28 de febrero de 1920.
Las piezas que componen la suite son:
- Prélude (en mi menor) a la memoria del teniente Jacques Charlot (quien transcribió Ma Mère l'Oye para piano solo).
- Fugue (en mi menor) a la memoria de Jean Cruppi (hijo de la mujer a quien dedicó L'Heure espagnole).
- Forlane (en mi menor) a la memoria del teniente Gabriel Deluc (pintor vasco de San Juan de Luz).
- Rigaudon (en do mayor) a la memoria de Pierre y Pascal Gaudin.
- Menuet (en sol mayor) a la memoria de Jean Dreyfus.
- Toccata (en mi mayor) a la memoria del capitán Joseph de Marliave (musicólogo y esposo de Marguerite Long).

- Datos: Q1819366
- Multimedia: Tombeau de Couperin / Q1819366